# Topolino pompiere
Topolino pompiere (The Fire Fighters) è un film del 1930 diretto da Burt Gillett. È un cortometraggio animato della serie Mickey Mouse, prodotto dalla Walt Disney Productions e uscito negli Stati Uniti il 20 giugno 1930, distribuito dalla Columbia Pictures. Il film non è stato doppiato in italiano.

## Trama
Durante la notte scoppia un incendio in un palazzo di provincia, e i pompieri (fra i quali Topolino e Orazio Cavezza) vengono svegliati dall'allarme. I vigili del fuoco si precipitano al palazzo, ma a causa di vari problemi "tecnici" non riescono a domare l'incendio. Nel palazzo è però rimasta intrappolata Minni, così Topolino si precipita a salvare la fidanzata, riuscendoci grazie a una fune per la biancheria e ad un paio di salopette lì appese, che usa come paracadute.

## Edizioni home video

### DVD
Il cortometraggio è incluso nel DVD Walt Disney Treasures: Topolino in bianco e nero.